# 凯·费尔德
卡利尔·阿米尔·费尔德（1995年3月29日—）為美國男子籃球運動員，最後效力於中国男子篮球职业联赛南京同曦。
2019年3月25日， 中国男子篮球职业联赛新疆广汇宣布由费尔德取代达柳斯·亚当斯征戰季後賽。9月16日，新疆广汇宣布與费尔德完成續約。2020年1月14日，新疆广汇宣布由伊恩·克拉克替換费尔德。2021年1月9日，费尔德表示將加入浙江广厦。3月1日，浙江广厦完成註冊费尔德。10月19日，山西汾酒宣布與费尔德完成簽約。2022年8月18日，山西汾酒與费尔德完成續約。2023年9月7日，北京控股與费尔德達成簽約協議。10月14日，北京控股官宣费尔德入隊。2024年10月21日，南京同曦簽下费尔德。11月25日，南京同曦不再執行费尔德的後續合約，费尔德代表出賽兩場例行賽，場均攻下10.5分。

## 外部連結
- 凱·費爾德在fiba.basketball（英语）
- 凱·費爾德在NBA官網（英语）
- 凱·費爾德在NBA G聯盟官網（英语）
- 凱·費爾德在中国男子篮球职业联赛官網
- 凱·費爾德在Basketball-Reference.com（NBA）（英语）
- 凱·費爾德在Basketball-Reference.com（NBA G聯盟）（英语）
- 凱·費爾德在Basketball-Reference.com（國際）（英语）
- 凱·費爾德在Sports-Reference.com（NCAA）（英语）
- 凱·費爾德在ESPN（NBA）（英语）
- 凱·費爾德在Eurobasket.com（球員）（英语）
- 凱·費爾德在Proballers（英语）
- 凱·費爾德在RealGM（英语）
- 凱·費爾德在中国篮球数据库
- 凱·費爾德在Flashscore（英语）